# بلیندا کوردول
 بلیندا کوردول (انگلیسی: Belinda Cordwell؛ زادهٔ ۲۱ سپتامبر ۱۹۶۵) یک تنیس‌باز اهل نیوزیلند است. 